# Andrzej Kochański
Andrzej Maciej Kochański (ur. 3 grudnia 1971 w Gnieźnie) – polski lekarz genetyk, prof. dr hab. n. med., specjalista genetyki klinicznej oraz laboratoryjnej, profesor zwyczajny w Instytucie Medycyny Doświadczalnej i Klinicznej im. M. Mossakowskiego Polskiej Akademii Nauk w Warszawie. Były konsultant krajowy w dziedzinie genetyki klinicznej.

## Działalność
Absolwent II Liceum Ogólnokształcącego im. Dąbrówki w Gnieźnie. W 1996 uzyskał dyplom lekarza medycyny w Akademii Medycznej w Poznaniu, studiował biotechnologię (2 lata) w Uniwersytecie im. Adama Mickiewicza w Poznaniu. W 2000 uzyskał stopień doktora nauk medycznych, zaś w 2005 stopień doktora habilitowanego nadany przez Instytut Medycyny Doświadczalnej i Klinicznej Polskiej Akademii Nauk. Opiekunem naukowym habilitacji była Irena Hausmanowa-Petrusewicz. W 2013 uzyskał tytuł naukowy profesora nauk medycznych. W tym samym roku został profesorem mianowanym PAN.
W latach 90. pracował w Katedrze i Zakładzie Genetyki Medycznej Akademii Medycznej w Poznaniu. Od 2000 pracuje w Instytucie Medycyny Doświadczalnej i Klinicznej PAN im. M. Mossakowskiego w Warszawie w Zespole badawczo-leczniczym chorób nerwowo- mięśniowych kierowanym przez Irenę Hausmanową-Petrusewicz. Po śmierci Profesor Ireny Hausmanowej-Petrusewicz objął kierownictwo Zespołu nerwowo-mięśniowego w IMDiK PAN. Od 2009 do 2013 był profesorem na Wydziale Biologii i Nauk o Środowisku Uniwersytetu Kardynała Stefana Wyszyńskiego w Warszawie. W latach 2011–2013 pracował jako lekarz genetyk w Poradni Genetycznej Zakładu Genetyki Instytutu „Pomnik – Centrum Zdrowia Dziecka”.
Działalność dydaktyczną prowadzi od 1996 – kolejno w Akademii Medycznej w Poznaniu, Warszawskim Uniwersytecie Medycznym oraz na Uniwersytecie Kardynała Stefana Wyszyńskiego w Warszawie. Od 2019 r. wykłada genetykę na nowo powstałym Wydziale lekarskim Collegium Medicum UKSW. Od 2014 lekarz genetyk w poradni genetycznej Centrum Onkologii w Warszawie. Jako ekspert zewnętrzny współpracuje z Instytutem na rzecz Kultury Prawnej Ordo Iuris. Jest członkiem Akademickiego Klubu Obywatelskiego im. prof. Lecha Kaczyńskiego (AKO Warszawa). Jest promotorem w trzech zakończonych przewodach doktorskich, opiekunem naukowym licznych prac magisterskich i licencjackich (w tym dwóch prac licencjackich poświęconych genetyce zapłodnienia pozaustrojowego). W lutym 2016 był jednym z inicjatorów listu otwartego do Premier Beaty Szydło w sprawie lustracji [portal prawy.pl, portal tv republika]. Współredagował Oświadczenie Zespołu ds. Bioetycznych Konferencji Episkopatu Polski pt. Genom człowieka – dziedzictwo i zobowiązanie (dokument wydany 4 marca 2016).
W 2017 uzyskał grant Narodowego Centrum Nauki dedykowany terapii eksperymentalnej choroby Charcot-Marie-Tooth typu 4A (CMT4A). Zespół, którym kieruje zajmuje się m.in. opracowaniem modelu doświadczalnego choroby CMT4A, który posłużyłby do identyfikacji nowych substancji neurotoksycznych.

## Przynależność i odznaczenia
Członek licznych komisji zespołów naukowych, m.in. Komisji Neurogenetyki Komitetu Nauk Neurologicznych Polskiej Akademii Nauk (2007–2010). Od 2013 ekspert Zespołu ds. Bioetyki Konferencji Episkopatu Polski kierowanego przez Henryka Hosera. Laureat licznych nagród (zespołowo), m.in. w 2009 nagrody naukowej drugiego stopnia Rektora Warszawskiego Uniwersytetu Medycznego. Otrzymał nagrodę Dyrekcji Instytutu Medycyny Doświadczalnej i Klinicznej im. M. Mossakowskiego PAN dla najmłodszego habilitanta Instytutu. Członek Rady Naukowej Centrum Bioetyki Ordo Iuris. Od kwietnia 2017 członek Zespołu doradczego przy Ministrze Nauki i Szkolnictwa Wyższego do spraw ochrony praw człowieka w kontekście rozwoju nauk biologicznych i medycznych. Od 25 września 2019 r. członek Zespołu doradczego przy Ministrze Nauki i Szkolnictwa Wyższego do spraw dostępności danych medycznych na potrzeby badań naukowych.

## Publikacje naukowe
Autor licznych artykułów naukowych z dziedziny neurogenetyki, publikowanych głównie w międzynarodowych periodykach naukowych. Jest współautorem artykułów publikowanych m.in. w czasopismach: „American Journal of Human Genetics”, „American Journal of Medical Genetics”, „Neurology”, „Neurogenetics”, „Brain”, „Neuropediatrics”, „Neuromuscular Disorders”, „PLOS”, „Acta Neurobiologiae”, „Scientific Reports”, „Human Molecular Genetics”, „Genes (Basel)”, „European Journal of Neurology”, „International Journal of Molecular Sciences”. Członek rady redakcyjnej czasopisma „Folia Neuropathologica”. Był recenzentem dla międzynarodowych periodyków naukowych z dziedziny chorób nerwowo-mięśniowych i neurologii.
Jest współautorem książki pod redakcją ks. prof. Jacka Grzybowskiego i ks. prof. Franciszka Longchamps de Berier pt. Wobec in vitro (Wydawnictwo Jedność, Kielce 2017).

## Popularyzacja nauki
Publikował wywiady oraz wygłaszał referaty, popularyzując naukę, m.in. w ramach Festiwalu Nauki w 2010. Współpracuje z Polskim Stowarzyszeniem Obrońców Życia Człowieka oraz ze Stowarzyszeniem Rodziców i Stowarzyszeniem Opiekunów Dzieci z Zespołem Downa „Bardziej Kochani”. W 2013 kilkukrotnie w mediach ogólnopolskich zabierał głos w debacie o procedurze in vitro jako przeciwnik stosowania tej procedury. Współredagował publikację listy 33 artykułów naukowych dokumentujących negatywne skutki zdrowotne zapłodnienia pozaustrojowego. W czasie Polskiego Kongresu Genetyki w Poznaniu (wrzesień 2013) wygłosił referat „Wpływ technologii wspomaganego rozrodu na genom i epigenom człowieka”. Za swoje wystąpienia był krytykowany przez część mediów. Minister zdrowia Bartosz Arłukowicz wezwał Komisję Etyki PAN do zajęcia stanowiska wobec jego wypowiedzi. Odpowiedzią Kochańskiego był m.in. wywiad, jakiego udzielił „Rzeczpospolitej”.
Wielokrotnie wypowiadał się na temat genetyki zapłodnienia pozaustrojowego w TV Republika. Udzielił wywiadu czasopismom: „Idziemy”, „Gość Niedzielny”, „Nasz Dziennik”.
W wywiadzie dla „Rzeczpospolitej” pt. Krok od totalitaryzmu odniósł się do zastosowania technologii CRISPR/cas9 w celu modyfikacji genomu ludzkich zarodków. Przedstawił bliskie i odległe konsekwencje modyfikacji genomu ludzkiego zarodka. W wywiadzie dla „Naszego Dziennika” (lipiec 2017) przedstawił perspektywę terapeutyczną w Zespole Downa (artykuł „Leki na zespół Downa”). W wywiadzie dla tygodnika „Idziemy” [nr 3(641) 21 stycznia 2018 r.] pt. Eugenika, aborcja, utopia wyjaśnił związek jaki zachodzi pomiędzy aborcją eugeniczną, a współczesną myślą eugeniczną.